# 1571

## Събития
- Битката при Лепанто е спечелена от Свещената лига;
- В Рим са издадени Пандектите;
- Английският парламент след близо 4 века забрана отново е разрешава лихварството в страната;

## Родени
- 27 декември – Йохан Кеплер, немски учен

## Починали
- 13 февруари – Бенвенуто Челини, италиански скулптор и ювелир